# کالمر نیکل
کالمر نیکل (به انگلیسی: Kalmar Nyckel) یک کشتی است که طول آن ۱۴۱ فوت (۴۳ متر) (sparred) می‌باشد.